# جوسياه مادوابوشي
جوسياه مادوابوشي (بالإنجليزية: Josiah Maduabuchi)‏ (16 أبريل 1988 بلاغوس في نيجيريا - ) هو لاعب كرة قدم نيجيري يلعب في مركز الوسط. لعب مع لوبي ستارز ونادي إنييمبا إنترناشونال وواري وولفز وويكي توريستس.

## وصلات خارجية
- جوسياه مادوابوشي على موقع قاعدة بيانات كرة القدم.إي يو (الإنجليزية)